# Ruy Franco de Almeida Júnior
Ruy Franco de Almeida Junior (Itapeva, 26 gennaio 1989) è un calciatore brasiliano, centrocampista svincolato.

## Caratteristiche tecniche
È un trequartista.

## Carriera
Il 16 maggio 2015 ha esordito in Série A disputando con il Coritiba l'incontro vinto 2-0 contro il Grêmio.

## Palmarès

### Club

#### Competizioni nazionali
- Campeonato Brasileiro Série B: 1

América-MG: 2017

#### Competizioni statali
- Campionato Rondoniense: 1

Vilhena: 2010
- Campionato Paranaense: 2

Operario: 2015
Coritiba: 2017